# Sévigny-Waleppe
Sévigny-Waleppe è un comune francese di 251 abitanti situato nel dipartimento delle Ardenne nella regione del Grand Est.

## Società

### Evoluzione demografica
Abitanti censiti